# Begraafplaats van Vendeville
De Begraafplaats van Vendeville is een gemeentelijke begraafplaats in de Franse gemeente Vendeville in het Noorderdepartement. De begraafplaats ligt in het dorpscentrum, iets ten noorden van de dorpskerk. Op de begraafplaats staat het Monument aux Morts, een oorlogsmonument voor de gesneuvelden uit Vendeville in beide wereldoorlogen.

## Brits oorlogsgraf
Op de begraafplaats bevindt zich een Brits oorlogsgraf uit de Tweede Wereldoorlog. Het graf is geïdentificeerd en wordt onderhouden door de Commonwealth War Graves Commission. In de CWGC-registers is de begraafplaats opgenomen als Vendeville Communal Cemetery.